# Tennessee Titans 2016
La stagione 2016 dei Tennessee Titans è stata 47ª della franchigia nella National Football League, la 57ª complessiva, la 20ª nello stato del Tennessee e la prima completa con Mike Mularkey come capo-allenatore, che era stato l'allenatore ad interim nelle ultime nove settimane della precedente. Avendo terminato col peggiore record della NFL nel 2015 (3-13, assieme ai Cleveland Browns), la squadra era in possesso della prima scelta assoluta nel Draft NFL 2016, che venne però scambiata coi Los Angeles Rams.
I Titans triplicarono il loro numero di vittorie nel 2015, ma mancarono l'accesso ai playoff per l'ottavo anno consecutivo, la quinta striscia attiva più lunga nella NFL. Tennessee era finita alla pari con gli Houston Texans per il titolo della AFC South ma fu classificata al secondo posto perché aveva un record peggiore di quello di Houston contro gli avversari della propria division (5 vittorie contro 2 sole dei Titans).

## Scelte nel Draft 2016
| Scelte dei Titans nel Draft 2016 |        |                   |       |                |
| Giro                             | Scelta | Scelta            | Ruolo | College        |
| 1                                | 8      | Jack Conklin      | OT    | Michigan State |
| 2                                | 33     | Kevin Dodd        | DE    | Clemson        |
| 2                                | 43     | Austin Johnson    | DT    | Penn State     |
| 2                                | 45     | Derrick Henry     | RB    | Alabama        |
| 3                                | 64     | Kevin Byard       | S     | MTSU           |
| 5                                | 140    | Tajae Sharpe      | WR    | UMass          |
| 5                                | 157    | LeShaun Sims      | CB    | Southern Utah  |
| 6                                | 193    | Sebastian Tretola | OG    | Arkansas       |
| 7                                | 222    | Aaron Wallace     | OLB   | UCLA           |
| 7                                | 253    | Kalan Reed        | CB    | Southern Miss  |

## Staff
| Staff dei Tennessee Titans nel 2016 |
| --- |
| Organi dirigenziali - Proprietario/Fondatore/Presidente/CEO: K.S. Adams Jr. - Vicepresidente del personale: Lake Dawson - Vicepresidente esecutivo/General Manager: Ruston Webster Capo allenatore - Mike Mularkey Altri allenatori - Assistente speciale del capo allenatore: Dennis Polian - Assistente del capo allenatore/Sviluppo della forza e della condizione: Steve Watterson - Assistente capo/difesa: Gregg Williams Allenatori dell'attacco - Coordinatore dell'attacco: Jason Michael - Assistente dell'attacco/Qualità e controllo: Arthur Smith - Quarterback: Dave Ragone - Running Back: Sylvester Croom - Wide Receiver: Shawn Jefferson - Tight End: George Henshaw - Offensive Line: Bruce Matthews - Offensive Line/Assistente Tight End: Arthur Smith Allenatori della difesa - Coordinatore della difesa: Ray Horton - Assistente della difesa/Qualità e controllo: Jonathan Gannon - Assistente della difesa/Pass Rush: Keith Millard - Defensive Line: Tracy Rocker - Linebacker: Chet Parlavecchio - Secondary: Brett Maxie - Assistente Secondary: Steve Brown Allenatori dello special team - Coordinatore dello Special Team: Nate Kaczor - Assistente dello Special Team: Steve Hoffman |

## Roster
| Roster dei Tennessee Titans nel 2016 |
| --- |
| Quarterback - 16 Matt Cassel - 8 Marcus Mariota - 11 Alex Tanney Running Back - 26 Antonio Andrews - 45 Jalston Fowler FB - 22 Derrick Henry - 29 DeMarco Murray Wide Receiver - 83 Harry Douglas - 81 Andre Johnson - 18 Rishard Matthews - 10 Tre McBride KR - 19 Tajae Sharpe - 13 Kendall Wright Tight End - 80 Anthony Fasano - 89 Phillip Supernaw - 82 Delanie Walker Offensive Linemen - 78 Jack Conklin T - 60 Ben Jones C - 71 Dennis Kelly T - 77 Taylor Lewan T - 62 Brian Schwenke C - 67 Quinton Spain G - 79 Sebastian Tretola G - 70 Chance Warmack G Defensive Linemen - 92 Mehdi Abdesmad DE - 95 Angelo Blackson DE - 99 Jurrell Casey DE - 94 Austin Johnson NT - 90 DaQuan Jones DE - 97 Karl Klug DE - 96 Al Woods NT Linebacker - 51 David Bass OLB - 93 Kevin Dodd OLB - 91 Derrick Morgan OLB - 98 Brian Orakpo OLB - 50 Nate Palmer ILB - 55 Sean Spence ILB - 52 Aaron Wallace OLB - 54 Avery Williamson ILB - 59 Wesley Woodyard ILB Defensive Back - 47 Antwon Blake CB - 31 Kevin Byard FS - 20 Perrish Cox CB - 25 Rashad Johnson FS - 23 Brice McCain CB - 30 Jason McCourty CB - 37 Cody Riggs CB - 21 Da'Norris Searcy SS - 36 LeShaun Sims CB - 39 Daimion Stafford SS Special Team - 48 Beau Brinkley LS - 6 Brett Kern P - 4 Ryan Succop K Lista delle riserve - 76 Byron Bell T (IR) - 66 Josue Matias G (IR) - 23 Bennett Okotcha CB (IR) Roster aggiornato al 3 settembre 2016 53 attivi, 3 inattivi |
| Legenda - I rookie sono in corsivo. - Il primo ruolo è il principale mentre gli eventuali successivi indicano i ruoli secondari. - (IR) sta per Injured Reserve ed indica la lista ristretta per un solo giocatore infortunato che può tornare ad allenarsi dopo la settimana 6 e a rientrare in prima squadra dopo che questa ha giocato 8 partite. - (NF-Inj.) / (NF-Ill.) stanno rispettivamente per Non-Football Injured e Non-Football Illness ed indicano le liste dove viene inserito un giocatore che ha un infortunio o una malattia non dipendente dal football americano. - (PUP) sta per Physically Unable to Perform ed indica la lista dove viene inserito un giocatore mentre è in attesa di recuperare la condizione fisica. Nella stagione regolare dopo la sesta partita giocata dalla propria squadra, il giocatore ha tempo tre settimane per riprendere ad allenarsi, più tre settimane aggiuntive dal suo rientro agli allenamenti per rientrare in prima squadra. |

## Calendario
| Stagione regolare |                    |                         |                    |                    |                    |                    |
| Turno             | Data               | Avversario              | Risultato          | Record             | Stadio             | NFL.com recap      |
| 1                 | 11/9               | Minnesota Vikings       | S 16–25            | 0–1                | Nissan Stadium     | Recap              |
| 2                 | 18/9               | at Detroit Lions        | V 16–15            | 1–1                | Ford Field         | Recap              |
| 3                 | 25/9               | Oakland Raiders         | S 10–17            | 1–2                | Nissan Stadium     | Recap              |
| 4                 | 2/10               | at Houston Texans       | S 20–27            | 1–3                | NRG Stadium        | Recap              |
| 5                 | 9/10               | at Miami Dolphins       | V 30–17            | 2–3                | Hard Rock Stadium  | Recap              |
| 6                 | 16/10              | Cleveland Browns        | V 28–26            | 3–3                | Nissan Stadium     | Recap              |
| 7                 | 23/10              | Indianapolis Colts      | S 26–34            | 3–4                | Nissan Stadium     | Recap              |
| 8                 | 27/10              | Jacksonville Jaguars    | V 36–22            | 4–4                | Nissan Stadium     | Recap              |
| 9                 | 6/11               | at San Diego Chargers   | S 35–43            | 4–5                | Qualcomm Stadium   | Recap              |
| 10                | 13/11              | Green Bay Packers       | V 47–25            | 5–5                | Nissan Stadium     | Recap              |
| 11                | 20/11              | at Indianapolis Colts   | S 17–24            | 5–6                | Lucas Oil Stadium  | Recap              |
| 12                | 27/11              | at Chicago Bears        | V 27–21            | 6–6                | Soldier Field      | Recap              |
| 13                | Settimana di pausa | Settimana di pausa      | Settimana di pausa | Settimana di pausa | Settimana di pausa | Settimana di pausa |
| 14                | 11/12              | Denver Broncos          | V 13–10            | 7–6                | Nissan Stadium     | Recap              |
| 15                | 18/12              | at Kansas City Chiefs   | V 19–17            | 8–6                | Arrowhead Stadium  | Recap              |
| 16                | 24/12              | at Jacksonville Jaguars | S 17–38            | 8–7                | EverBank Field     | Recap              |
| 17                | 11                 | Houston Texans          | V 24–17            | 9–7                | Nissan Stadium     | Recap              |

Note: Gli avversari della propria division sono in grassetto.

## Classifiche

### American Football Conference
| Pos                 | Squadra              | Division           | V                  | S                  | P                  | %                  | Div                | Conf               | SOS                | SOV                | Striscia           |
| Leader di division  | Leader di division   | Leader di division | Leader di division | Leader di division | Leader di division | Leader di division | Leader di division | Leader di division | Leader di division | Leader di division | Leader di division |
| ------------------- | -------------------- | ------------------ | ------------------ | ------------------ | ------------------ | ------------------ | ------------------ | ------------------ | ------------------ | ------------------ | ------------------ |
| 1.                  | New England Patriots | East               | 14                 | 2                  | 0                  | .875               | 5-1                | 11-1               | .439               | .424               | 7 V                |
| 2.                  | Kansas City Chiefs   | West               | 12                 | 4                  | 0                  | .750               | 6-0                | 9-3                | .508               | .479               | 2 V                |
| 3.                  | Pittsburgh Steelers  | North              | 11                 | 5                  | 0                  | .688               | 5-1                | 9-3                | .494               | .423               | 7 V                |
| 4.                  | Houston Texans       | South              | 9                  | 7                  | 0                  | .563               | 5-1                | 7-5                | .502               | .427               | 1 S                |
| Wild card           |                      |                    |                    |                    |                    |                    |                    |                    |                    |                    |                    |
| 5.                  | Oakland Raiders      | West               | 12                 | 4                  | 0                  | .750               | 3-3                | 9-3                | .504               | .443               | 1 S                |
| 6.                  | Miami Dolphins       | East               | 10                 | 6                  | 0                  | .625               | 4-2                | 7-5                | .455               | .341               | 1 S                |
| Escluse dai playoff |                      |                    |                    |                    |                    |                    |                    |                    |                    |                    |                    |
| 7.                  | Tennessee Titans     | South              | 9                  | 7                  | 0                  | .563               | 2-4                | 6-6                | .465               | .458               | 1 V                |
| 8.                  | Denver Broncos       | West               | 9                  | 7                  | 0                  | .563               | 2-4                | 6-6                | .549               | .455               | 1 V                |
| 9.                  | Baltimore Ravens     | North              | 8                  | 8                  | 0                  | .500               | 4.2                | 7-5                | .498               | .363               | 2 S                |
| 10.                 | Indianapolis Colts   | South              | 8                  | 8                  | 0                  | .500               | 3-3                | 5-7                | .492               | .406               | 1 V                |
| 11.                 | Buffalo Bills        | East               | 7                  | 9                  | 0                  | .438               | 1-5                | 4-8                | .482               | .339               | 2 S                |
| 12.                 | Cincinnati Bengals   | North              | 6                  | 9                  | 1                  | .406               | 3-3                | 5-7                | .521               | .333               | 1 V                |
| 13.                 | New York Jets        | East               | 5                  | 11                 | 0                  | .313               | 2-4                | 4-8                | .518               | .313               | 1 V                |
| 14.                 | San Diego Chargers   | West               | 5                  | 11                 | 0                  | .313               | 1-5                | 4-8                | .543               | .513               | 5 S                |
| 15.                 | Jacksonville Jaguars | South              | 3                  | 13                 | 0                  | .188               | 2-4                | 2-10               | .527               | .417               | 1 S                |
| 16.                 | Cleveland Browns     | North              | 1                  | 15                 | 0                  | .063               | 0-6                | 1-11               | .549               | .313               | 1 S                |

Note
- Sotto la colonna SOV è indicata la percentuale della Strenght of Victory, statistica che riporta la percentuale di vittoria delle squadre battute da una particolare squadra (il valore assume rilievo come discriminante ai fini della classifica in caso di un record stagionale identico fra due squadre).
- Sotto la colonna SOS è indicata la percentuale della Strenght of Schedule, valore determinato da una formula che calcola la percentuale di vittoria di tutte le squadre che una singola squadra deve affrontare durante la stagione (il valore, insieme alla SOV, assume rilievo come discriminante ai fini della classifica in caso di un record stagionale identico fra due squadre).

- Sotto la colonna Div è indicato il bilancio vittorie-sconfitte (record) contro le squadre appartenenti alla stessa division di appartenenza (AFC West).
- Sotto la colonna Conf viene indicato il record contro le squadre appartenenti alla stessa conference di appartenenza (AFC).